# Acanthomintha ilicifolia
Acanthomintha ilicifolia es una rara especie de planta perteneciente a la familia de las lamiáceas, es conocida con el nombre común de "San Diego thornmint". 

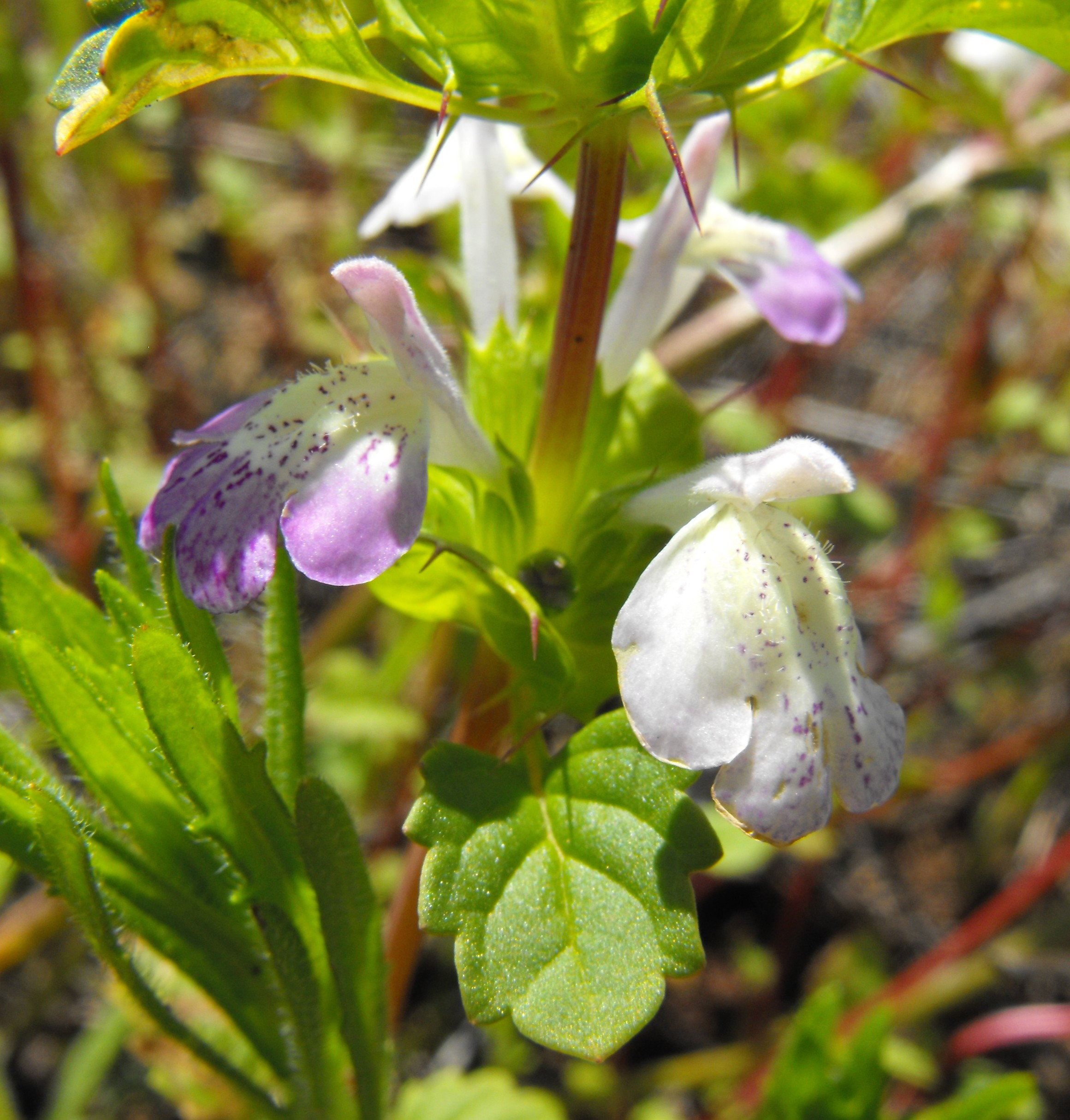
Vista de la planta

## Distribución y hábitat
Es nativa de Baja California y San Diego County, California, donde se encuentra en el chaparral y matorral costero, formando comunidades de plantas en charcas de primavera. Se ha extinguido de muchos de los sitios donde se encontraba anteriormente en el condado de San Diego. Se encuentra en la lista federal de especies amenazadas en los Estados Unidos y es designada como una especie en peligro de extinción en el estado de California.

## Descripción
Esta es una pequeña hierba anual que crece hasta unos 15 centímetros de altura máxima. Tiene las hojas redondeadas u ovales, dentadas de hasta 1,5 centímetros de largo. La inflorescencia es un racimo de flores con forma ovalada, con brácteas de casi un centímetro de largo que están bordeadas de espinas. Cada flor es de un centímetro de ancho y de color blanco, a menudo teñida de color púrpura o rosa.

## Taxonomía
Acanthomintha ilicifolia fue descrita por Asa Gray y publicado en Synoptical Flora of North America 2(1): 365. 1878.
Etimología
Acanthomintha: nombre genérico que deriva de las palabras griegas: "acantho" =  "espino" y "mintha" = "menta".
ilicifolia: epíteto latíno que significa "con las hojas de Ilex"